# Xã McKinley, Quận Ward, Bắc Dakota
Xã McKinley (tiếng Anh: McKinley Township) là một xã thuộc quận Ward, tiểu bang Bắc Dakota, Hoa Kỳ. Năm 2010, dân số của xã này là 140 người.